# Frontera entre Indonesia y Singapur
La frontera entre Indonesia y Singapur es una frontera marítima situada en el estrecho de Singapur, entre las islas Riau de Indonesia, que se encuentran al sur de la frontera, y las islas de Singapur, que se encuentran al norte. El Estrecho de Singapur es una de las vías fluviales más transitadas de la región, ya que es el canal principal para los puertos de Singapur.
Solo se ha determinado una porción de la frontera marítima entre los dos países. Las partes restantes, especialmente las situadas al este de la frontera delimitada, pueden requerir la participación de Malasia, ya que el país también posee aguas territoriales en la zona.
El acuerdo por el que se estipulan las líneas fronterizas territoriales entre Indonesia y la República de Singapur en el estrecho de Singapur, firmado por ambos países el 25 de mayo de 1973, determina la frontera marítima territorial común como una serie de líneas rectas que conectan seis puntos de coordenadas en el estrecho de Singapur. Indonesia ratificó el acuerdo el 3 de diciembre de 1973, mientras que Singapur lo hizo el 29 de agosto de 1974.